# Curt Casali
Pour les articles homonymes, voir Casali.
Curtis Michael Casali (né le 9 novembre 1988 à Walnut Creek, Californie, États-Unis) est un receveur figurant dans l'organisation des Marlins de Miami sous un contrat de ligue mineure. 

## Carrière
Joueur des Commodores de l'université Vanderbilt, Curt Casali est repêché au 10e tour de sélection par les Tigers de Détroit en 2011. Il joue ses deux premières saisons en ligues mineures dans l'organisation des Tigers et, le 25 mars 2013, est cédé aux Rays de Tampa Bay.
Curt Casali fait ses débuts dans le baseball majeur avec les Rays le 18 juillet 2014. À son premier match, il récolte son premier coup sûr au plus haut niveau aux dépens du lanceur Kyle Gibson des Twins du Minnesota.
Après une année 2023 marquée par une blessure au pied vers le mois de juillet, mettant un terme à sa saison, et un rôle de troisième receveur derrière Tyler Stephenson et Luke Maile, il s'engage en février 2024 dans l'organisation des Marlins de Miami sous un contrat de ligue mineure.